# Bulbul de Prigogine
El bulbul de Prigogine (Chlorocichla prigoginei) és una espècie d'ocell de la família dels picnonòtids (Pycnonotidae). És endèmic de la República Democràtica del Congo. Els seus hàbitats principals són els boscos tropicals i subtropicals de frondoses humits de l'estatge montà, la sabana seca, els matollars humids tropicals i subtropicals i les zones riberenques. El seu estat de conservació es considera en perill d'extinció.
L'epítet específic prigoginei fa referència al naturalista belga Alexandre Prigogine (1913-1989).